# V (Havok-Album)
V ist das fünfte Studioalbum der US-amerikanischen Thrash-Metal-Band Havok. Es erschien am 1. Mai 2020 über Century Media.

## Entstehung
Im Jahre 2019 stieg der Bassist Nick Schendzielos wieder bei Havok aus. Sein Nachfolger wurde Brandon Bruce, der aus dem Freundeskreis der Musiker stammt. Bruce sollte ein Video einreichen, dass ihm beim Spielen zeigt. Nachdem das Vorgängeralbum Conformicide progressiv ausgefallen war, schrieb die Band für V kürzere Lieder. Auch die Gesamtspielzeit des Albums liegt rund eine Viertelstunde niedriger als beim Vorgänger.
Sänger David Sanchez erklärte, das die Band viele Experimente im Studio durchführte und verschiedene Gitarren, Verstärker, Mikrofone und Becken verwendete. Jedes Mitglied trug Ideen für das Album bei. Der Fokus wurde dabei auf sinnvolles und eingängiges Songwriting gelegt. V wurde von Mark Lewis produziert, gemischt und gemastert. Für das Lied Phantom Force wurde ein Musikvideo gedreht, dass mit einer Warnung vor einem möglichen Krampfanfall beginnt.

## Hintergrund
Mit dem Lied Post-Truth Era kritisiert Sänger David Sanchez, das Fakten nicht mehr viel zu zählen scheinen. Aufgrund der Fülle von Informationen und Desinformation im Internet lässt sich nur schwer überprüfen, was Wahrheit ist und was nicht. Darüber hinaus würden einige wenige Personen den Großteil der Mainstream-Medien kontrollieren. Diese Personen haben laut Sanchez oftmals kein Interesse daran, den Menschen die Wahrheit zu erzählen. Der Anfang des Liedes weist Parallelen zu dem Lied Blackened von Metallica auf. Laut David Sanchez trug das Lied den Arbeitstitel Justice, eine Anspielung auf das Album …And Justice for All, auf dem Blackened zu finden ist.
Das Lied Ritual of Mind ist ein Aufruf, sich wieder der Verbundenheit mit der Natur bewusst zu werden. Laut Sänger David Sanchez wären viele der massenhaft verschriebenen Arzneimittel nicht notwendig. Stattdessen sollte mehr auf natürliche Medizin gesetzt werden, um die mentale Gesundheit zu verbessern. In dem Lied Phantom Force geht es um mysteriöse Todesfälle während der Schlafparalyse, die eine Zeit lang die Mitglieder des Hmong-Volkes heimsuchten. Die Menschen mussten aus ihrer Heimat fliehen und litten an einem schrecklichen Schicksal. In dem Musikvideo will die Band zeigen, in welcher Angst die Hmong zu dieser Zeit lebten. Don’t Do It ist ein Lied gegen Selbstmord. Sanchez las von einer Statistik, nachdem in der letzten Dekade dreimal so viele Kinder Selbstmord begangen haben wie zuvor. Sanchez hofft, mit dem Lied Selbstmordgefährdete zum Umdenken zu bewegen.

## Rezeption
Frank Albrecht vom deutschen Magazin Deaf Forever bezeichnete die Musik von V als spielerisch und kompositorisch wertvollen Thrash Metal und lobte die durchdachten und kritischen Texte von Sänger David Sanchez. Allerdings würde das Geslappe am Bass nerven. Albrecht vergab 8,5 von zehn Punkten. Marc Halupczok vom deutschen Magazin Metal Hammer lobte, dass die Straffung der Lieder „dem Material hörbar gut tut“. Havok würden zwar „nicht das Thrash-Rad neu erfinden“, aber bei einem Album wie V „ist die Welt vollkommen in Ordnung“. Halupczok vergab fünf von sieben Punkten. Ronny Bittner vom deutschen Magazin Rock Hard schrieb, dass die Band „ihre Experimentierfreundigkeit in geordnetere Bahnen“ lenkte. Er bescheinigte Havok zwar „musikalische Raffinesse“, aber die Band würde „nicht an Klassiker“ wie Coma of Souls, Rust in Peace oder Symbolic herankommen, die zeigten, wie man „technischen Anspruch mit Hooks verbinden“ kann. Bittner vergab 7,5 von zehn Punkten.

## Chartplatzierungen
| ChartsChartplatzierungen | Höchstplatzierung | Wochen |
| ------------------------ | ----------------- | ------ |
| Deutschland (GfK)        | 48 (1 Wo.)        | 1      |